# Obca (cykl)
Obca (ang. Outlander) – cykl powieści i opowiadań fantastycznych autorstwa amerykańskiej pisarki Diany Gabaldon.
Główną bohaterką jest XX-wieczna pielęgniarka, Claire Beauchamp, która dzięki menhirom podróżuje w czasie do XVIII-wiecznej Szkocji, gdzie poznaje miłość swego życia, szkockiego wojownika, Jamie Frasera. Ich dzieje pokazane są na tle wielkich wydarzeń historycznych: powstania jakobickiego 1745 roku i wojny o niepodległość Stanów Zjednoczonych.
Cykl, mimo iż nosi znamiona fantasy (podróże w czasie za pomocą artefaktów, akcja umiejscowiona w czasach płaszcza i szpady) jest oceniana jako skrzyżowanie fantastyki historycznej i romansu.
Książki z cyklu Obca sprzedano w ponad 35 milionach egzemplarzy na całym świecie (2020).
W 2014 rozpoczęto emisję serialu telewizyjnego według powieści cyklu.
W 2010 autorka rozpoczęła tworzenie spin-offowego cyklu o lordzie Johnie Grey, drugorzędnym bohaterze powieści z cyklu Obca.

## Utwory wchodzące w skład cyklu

### Powieści
- Obca (Outlander 1992; wyd. polskie Wydawnictwo Amber 1999)
- Uwięziona w bursztynie (Dragonfly in Amber 1992; wyd. polskie Amber 2000)
- Podróżniczka (Voyager 1994; wyd. polskie Amber 2000)
- Jesienne werble (Drums of Autumn 1997; wyd.polskie Świat Książki 2009/2010)
- Ognisty krzyż (The Fiery Cross 2001; wyd. polskie Świat Książki 2005)
- Tchnienie śniegu i popiołu (A Breath of Snow and Ashes 2005; wyd. polskie Świat Książki 2008)
- Kość z kości (Echo in Bone 2009; wyd. polskie Świat Książki 2010)
- Spisane własną krwią (Written in My Own Heart's Blood 2014; wyd. polskie Świat Książki 2015)
- Powiedz pszczołom, że odszedłem (Go Tell the Bees That I Am Gone 2021; wyd. polskie Świat Książki 2022)

### Pozostałe utwory
- Siedem głazów przeznaczenia (Seven Stones to Stand or Fall, 2017, wyd. pol. 2021) – zbiór krótkich form
  - A Plague of Zombies
  - The Space Between (nowela, 2013)
  - The Custom of the Army
  - A Leaf on the Wind of All Hallows (short story, 2010)
  - Virgins (nowela, 2013)
  - A Fugitive Green (nowela, 2017)
  - Besieged
- The Exile – An Outlander Graphic Novel (powieść graficzna, 2010)
- Past Prologue (short story, 2017)

### Lord John Grey
- Lord John and the Hellfire Club (nowela, 1998)
- Lord John i sprawa osobista (Lord John and the Private Matter 2003; wyd. polskie Świat Książki 2006)
- Lord John i sukub (Lord John and the Succubus 2003, nowela, w antologii Legendy II, wyd. polskie 2004)
- Lord John i Bractwo Ostrza (Lord John and the Brotherhood of the Blade 2007, wyd. polskie Świat Książki 2017)
- Lord John and the Haunted Soldier (nowela, 2007)
- The Custom of the Army (nowela, 2010)
- Lord John and the Plague of Zombies (nowela, 2011),
- Lord John and the Scottish Prisoner (2011)
- Besieged (nowela, 2017)

## Nagrody
Stowarzyszenie Romance Writers of America przyznało powieści Obca nagrodę RITA za najlepszy romans w 1991. 
Powieść Tchnienie śniegu i popiołu zadebiutowała na 1. miejscu zestawienia bestsellerów „The New York Times Hardcover Fiction Best-Seller List” w 2005 i zdobyła Quill Award for Science Fiction/Fantasy/Horror w 2006 oraz Corine – Internationaler Buchpreis w 2006. 

## Adaptacje
W sierpniu 2014 sieć telewizyjna Starz wyemitowała premierowy odcinek serialu telewizyjnego „Outlander” według pierwszej powieści cyklu. Pierwszy sezon serialu liczy 16 odcinków, sezony drugi i kolejne mają po 13 odcinków. 9 maja 2018 stacja Starz ogłosiła przedłużenie serialu o piąty i szósty sezon.
W  Polsce od listopada 2014 emitowała go stacja AXN White. Jest także dostępny na platformie Netflix.